# 索隆齊 (錫內利尼科韋區)
48°14′35″N 35°46′30″E / 48.24306°N 35.77500°E
索隆齊（羅馬化：Solontsi）是烏克蘭的村落，位於該國中部第聶伯羅彼得羅夫斯克州，由錫內利尼科韋區負責管轄，處於中泰爾薩河畔，距離迪布里夫卡2公里，2001年人口49。